# Parlament dětí a mládeže města Ostravy
Parlament dětí a mládeže města Ostravy (zkratka PDMMO) je mládežnická organizace zastupující zájmy studentů a mladých lidí v Ostravě, vzniklá v roce 2007.
V letech od 2013–2015 byl ostravský parlament jedním z největších parlamentů dětí a mládeže na území České republiky.[zdroj?]
Členy jsou žáci a studenti základních a středních škol ve městě, ve věku od 13 do 30 let. Několikrát se zastupitelé i různí náměstci vyjádřili, že je PDMMO jediná mládežnická organizace podporovaná městem.[zdroj?]
Ostravská mládež má tak v nabídce mnoho akcí, ve kterých se může projevit kdokoli. Pod záštitou SVČ Korunka a za spolupráce s městem v minulosti vznikaly  projekty, jako jsou konference, usnesení a petice týkající se životního prostředí, přednášky na školách, účast na Bambiriádách, založení parlamentu v Bílovci, dobrovolnictví při Dni Země v ZOO Ostrava, cesta do Bruselu apod. Od roku 2021 je realizován projekt "Bo nám to není jedno" se zaměřením na podmínky života v Ostravě pro mladé lidi.
K úspěchům patří reprezentace České republiky na zasedání Švýcarského národního parlamentu dětí a mládeže od roku 2014.[zdroj?]